# Walid Jahdali
Walid Abd-Rabo Jahdali (arabisch وليد الجحدلي, DMG Walīd al-Ǧaḥdalī; * 1. Juni 1982 in Dschidda) ist ein ehemaliger saudi-arabischer Fußballspieler.

## Karriere

### Verein
Mitte Januar 2011 wechselte er von al-Ahli zur al-Shabab, für welche er bis zum Ende der Saison 2013/14 auflief und in der Saison 2011/12 die Meisterschaft gewann. Danach wechselte er zum al-Orobah FC. Dort spielte er bis mindestens zum Ende der Spielzeit 2015/16. Irgendwann danach beendete er seine Karriere.

### Nationalmannschaft
Sein erstes Spiel für die saudi-arabische Nationalmannschaft war am 17. November 2004, bei einem 3:0-Sieg gegen Sri Lanka, während der Qualifikation zur Weltmeisterschaft 2006 über die volle Distanz. Nach ein paar weiteren Einsätzen spielte er in jeder Partie der Asienmeisterschaft 2007 und erreichte hier mit seiner Mannschaft das Finale.
Nach dem Turnier bestritt er noch ein paar Freundschaftsspiele und wirkte in drei Qualifikationsspielen zur Weltmeisterschaft 2010 mit. Seine letzte Partie bekam er nach ein paar Jahren ohne weiteren Einsatz am 16. Juli 2011 bei einer 0:1-Freundschaftsspielniederlage gegen Kuwait.